# دادلي
دادلي (بالإنجليزية: Dudley, Georgia)‏ هي مدينة تقع في مقاطعة لورنز، جورجيا بولاية جورجيا في الولايات المتحدة. تبلغ مساحة هذه المدينة 8.1 (كم²)، وترتفع عن سطح البحر 102 م، بلغ عدد سكانها 447 نسمة في عام 2010 حسب إحصاء مكتب تعداد الولايات المتحدة.

## وصلات خارجية
- Cities & Counties - Georgia.gov